# 川上なな実
川上 なな実（かわかみ ななみ、1990年10月14日 - ）は、日本の女優。元AV女優、ロック座専属のストリッパー。福井県生まれ、東京都出身。ボアフルーツ合同会社所属。AV女優業のみマインズ所属。以前の活動名は川上 奈々美。

## 略歴
2012年1月13日、アリスJAPAN専属でAVデビュー。同年1月22日にラムタラメディアワールドAKIBAでデビューイベントを行った。2月26日には秋葉原の2箇所でサイン会を、4月22日には練馬区と池袋でイベントを行っている。6月16日にはつくばテレビの主催でアリババ秋葉原店でイベントが開催された。アリババ秋葉原店よりボイス入り目覚まし時計が発売された。
ブログに月1回「自画自賛コーナー」を掲載し、自身のAVを自分で観てレビューを書いている。デビュー3本目の作品がドラマ物で、見返した際にあまりにも棒読みだったことで芝居への情熱、探求心を持つ。
2012年4月よりアリスJAPAN専属女優によるユニット「アリスた〜ず★」のメンバーとなる。
2015年5月、浅草ロック座でストリップデビュー。同年6月にThe New York Timersレーベル、『未完成ピエロ』でソロ歌手デビュー。クラウドファンディングにてCDリリース。表題曲はニューロティカプロデュース。
同年9月24日、恵比寿★マスカッツのメンバーに。結成当初より「副キャップ」を務めていたが、2017年7月11日、副キャップの任期満了が発表された。また2016年11月より所属事務所をマインズに移籍。
2019年4月8日、第31回ピンク大賞にて主演女優賞を受賞。
2019年10月、ゲオTV×メンズサイゾー ADULT AWARD 2019・淫語スター部門にノミネート。二つ名は「AV界の演技派」。同年出演の映画『東京の恋人』でMOOSIC LAB 2019長編部門・最優秀女優賞を受賞。
2021年、個人事務所『ボアフルーツ合同会社』を設立。
同年4月に自身のTwitter上で2022年1月をもってAV女優業の引退、同じく2月に浅草ロック座のステージをもってストリッパー業の引退を発表。今後は俳優業に専念する。AV卒業はコロナ禍となりAVでできることが少なくなったこと、小沢仁志に相談したことが大きかったという。2021年8月発表「読者300人が選んだFLASH 2021セクシー女優ランキング」読者投票45位。
同年8月23日、川上なな実への改名を発表。AVおよびストリップでは引退まで従来通りの川上奈々美を使用予定。会見では「自分の中のとがったものを丸くして実を結ぶようにという思いを込めた」改名と説明した。
2022年1⽉12⽇、自伝的小説『決めたのは全部、私だった』を発売。
2022年8月1日、入籍と現在妊娠5か月であることを公表現在妊娠5か月であることを公表。2023年1月23日に出産を報告した。
同年8月13日、恵比寿ガーデンホールにて「第2世代恵比寿マスカッツ真夏の卒業式」をもち恵比寿マスカッツを卒業（メンバー全員が卒業する事実上の解散）。

## 人物
特技はマッサージ、ギター、趣味はヨガ。高校時代はテキスタイルデザイン科。学生時代にバンド（ギター＆ボーカル担当）を経験。音楽の道をあきらめ、大手エステティックサロン就職のため上京。退職を考えていたタイミングで、渋谷・スクランブル交差点でスカウトされAVデビュー。「テレビに出られる」を文句にした半ば騙された形のデビューであったので当初は出演することが嫌だったという。AV出演がバレた際、母には一時絶縁された。
AV出演を重ねると棒読みの演技が気になりだし、事務所に掛け合い演技レッスンを積み、年に4回ペースで舞台を踏む。これがきっかけとなり映画『メイクルーム』出演の声が掛かった。
演技派と呼ばれるが、実際に自分で実感したのはドラマ『全裸監督』（2019年）出演後。AVは男優はいるものの実際は一人芝居、エチュードに近く、自身の演技論の多くはAVを通じ独学で身に着けたものとしている。
アリスた～ず★時より小島みなみとは親友関係を築いており、マインズ移籍は小島の誘いによるもの。とはいえ当初は一方的に嫉妬していたという。
ストイックな性格ですべてにおいて全力で一生懸命。その際、切り抜けるきっかけを与えてくれた演出家のマッコイ斎藤には感謝の意を表している。

## 作品

### アダルトビデオ
2012年
- 真★美少女（1月13日、アリスJAPAN）
- 真☆美少女の初体験えっち（2月10日、アリスJAPAN）
- あなただけ見つめて 〜同級生とお泊まりデート〜（3月9日、アリスJAPAN）
- 出会って4秒で合体（4月13日、アリスJAPAN）
- SEX48〈国民的アイドルコスde四十八手〉（5月11日、アリスJAPAN）
- 終わらないお掃除フェラ（6月8日、アリスJAPAN）
- 元気良し子ちゃんのいる風俗店（7月13日、アリスJAPAN）
- お祭り女（8月10日、アリスJAPAN）
- ファーストキッス、いただきまchu!!（9月14日、アリスJAPAN）
- 満開アリスた〜ず★（9月14日、アリスJAPAN）
- 本能を呼び覚ます濃厚なる4つのSEX（10月12日、アリスJAPAN）
- ポリスdeニャンニャン（11月9日、アリスJAPAN）
- レイプ学園 文化祭ストリップショー（12月14日、アリスJAPAN）

2013年
- 1周年だよ!イクぞ4時間みぃなな祭り!（1月11日、アリスJAPAN）
- お元気キャスターみぃななです!（2月8日、アリスJAPAN）
- 超!!ハズかC失禁 （3月8日、アリスJAPAN）
- オナニーがやめられない!（4月12日、アリスJAPAN）
- キス好き少女のベロちゅう性交（5月10日、アリスJAPAN）
- レイプ狂い（6月14日、アリスJAPAN）
- 先生とデート（7月12日、アリスJAPAN）
- 爆イカセ激アクメ −BAKUGEKI-（8月9日、アリスJAPAN）
- ERO CHANNEL（9月13日、アリスJAPAN）
- 競泳水着ソープランド（10月11日、アリスJAPAN）
- 痴漢待ち少女M （11月8日、アリスJAPAN）
- ヤリ部屋の少女（12月13日、アリスJAPAN）

2014年
- デビュー2周年!! 超高速ピストン祭（1月10日、アリスJAPAN）
- デビュー2周年 まとめベスト（2月14日、アリスJAPAN）※総集編
- お下品なフェラチオでしゃぶらせて（3月14日、アリスJAPAN）
- 奈々美先生のぶっかけ教室（4月11日、アリスJAPAN）
- 接吻で発情するマ○コ（5月9日、アリスJAPAN）
- チ●ポの悩み相談室（6月13日、アリスJAPAN）
- 痴女性交（7月11日、アリスJAPAN）
- アリスJAPAN30周年記念 「フラッシュパラダイス」から「逆ソープ天国」 まで歴代人気シリーズに全部出ちゃいまスペシャル!!（8月8日、アリスJAPAN）
- 女汁ハメ狂い（9月12日、アリスJAPAN）
- 淫靡妄想少女（10月10日、アリスJAPAN）
- 派遣M嬢（11月14日、アリスJAPAN）
- 連続アクメ姦（12月12日、アリスJAPAN）

2015年
- デビュー3周年まとめベスト（1月23日、アリスJAPAN）※総集編
- カンパニー松尾 in 川上奈々美（2月27日、アリスJAPAN）
- 逆恨みレイプ（3月27日、アリスJAPAN）
- キモメンズSEX（4月24日、アリスJAPAN）
- 犯されている私を見ないで 〜夫の主観映像で見る「目の前でレイプされ堕ちていく妻」〜（5月22日、アリスJAPAN）
- DIGITAL CHANNEL DC129（6月1日、アイデアポケット）[37]
- 時間を止められた川上奈々美（6月26日、アリスJAPAN）
- スカート没収痴漢（7月10日、アリスJAPAN）
- 恥辱の教育実習生 9（8月7日、アタッカーズ）
- 射精したチ●ポをすぐに勃起させる凄テク（8月14日、アリスJAPAN）
- 壁ドンしてひるんだ隙に膣ドン!（8月14日、アリスJAPAN）
- デリバリーSEX アナタの自宅に川上奈々美をお届けします（8月19日、アイデアポケット）
- 夫の目の前で犯されて- 濡れた花（9月7日、アタッカーズ）
- 犯された護身術講師（9月11日、アリスJAPAN）
- 女子大生 公開調教倶楽部（10月7日、アタッカーズ）
- 停電中に義父に抱かれる若妻（10月9日、アリスJAPAN）
- 美脚RQの淫らな誘惑 自ら枕営業を誘う淫乱美女（10月19日、アイデアポケット）
- 脱獄者（11月7日、アタッカーズ）
- 鬼ピス ベッドが壊れるほど激しい性交（11月13日、アリスJAPAN）
- 若妻監禁調教 囚われの肉玩具（12月7日、アタッカーズ）
- ささやき淫語マッサージサロン（12月11日、アリスJAPAN）

2016年
- 輪姦餌食（1月7日、アタッカーズ）
- 人間廃業×催眠&トランス（1月8日、アリスJAPAN）
- あなた、許して…。 －抱かれるための訪問2－（2月7日、アタッカーズ）
- すごい量の本気汁SEX（2月12日、アリスJAPAN）
- マゾに目覚めた女（3月7日、アタッカーズ）
- みぃななinレイプOK世界（3月11日、アリスJAPAN）
- ハンニバルロック 緊縛女体拘束アクメ（4月13日、アリスJAPAN）
- 川上奈々美10時間BEST（4月13日、アリスJAPAN）※総集編
- 奴隷色のステージ30（5月7日、アタッカーズ）
- 昔、僕にオナニーのやり方を教えてくれた従姉と5年ぶりに再会（5月13日、アリスJAPAN）
- あなたに愛されたくて。（6月7日、アタッカーズ）
- 家庭内痴女（6月13日、アリスJAPAN）
- 朝までふたり、密室で―（7月7日、アタッカーズ）
- M嬢オークション（7月13日、アリスJAPAN）
- 快楽拷問研究所3（8月7日、アタッカーズ）
- 姉ちゃんが勝手に布団に入ってくる（8月13日、アリスJAPAN）
- 川上奈々美はオレのカノジョ。（8月25日、GARDEN）※イメージ作品
- 女教師姉妹（9月1日、アタッカーズ）※AV OPEN2016エントリー作品
- 【すっぱ抜き】川上奈々美の‘素’ 遂に、お仕事セックスと決別宣言。みぃななが本気（マジ）になった!!（12月13日、アリスJAPAN）

2017年
- 完全屈服暴姦 (2月25日、アタッカーズ)
- 原作:御堂 乱 美臀三姉妹と脱獄囚 (9月7日、アタッカーズ)
- 川上奈々美100セックス12時間 (11月13日、アリスJAPAN) ※単体ベスト
- 年上の隣人妻 (11月25日、アタッカーズ)
- 性奴隷No.103 女子大生 真島依子 (12月19日、アタッカーズ)

2018年
- 姪っ子の微熱 (2月1日、アタッカーズ)
- 淫語調教 恥辱の美人キャスター (2月25日、アタッカーズ)
- 特殊警護課の女 犯されたボディーガード (4月1日、アタッカーズ)
- ななみ (4月13日、アタッカーズ)
- 輪姦レイプルーム 3 (5月7日、アタッカーズ)
- 妻を誘拐したレイプ魔から届く12通のビデオレター (5月13日、アリスJAPAN)
- 女子大生アスリートレイプ (6月7日、アタッカーズ)
- 副担任 小鳥遊萌花の桃色遊戯 2 (7月7日、アタッカーズ)
- 女探偵 屈辱の悦楽 (8月7日、アタッカーズ)
- 私、主人の変態性癖に悩まされてます ～入籍後に知らされたNTR願望～ (8月13日、アリスJAPAN)
- テニス部顧問教師 スコート越しの凌辱 (9月7日、アタッカーズ)
- 先っぽ3cmまでは挿入させてくれる姉とのギリギリ相姦未満生活 (9月13日、アリスJAPAN)
- 絶対レイプ -リア充OL編- (10月7日、アタッカーズ)
- 川上奈々美10時間BEST 2 (10月13日、アリスJAPAN) ※単体ベスト
- ATTACKERS PRESENTS THE BEST OF 川上奈々美 (11月7日、アタッカーズ) ※単体ベスト
- マドンナ初登場!!専属第一弾 夫は知らない ～私の淫らな欲望と秘密～ (11月7日、マドンナ)
- 毎朝ゴミ出し場ですれ違う浮きブラ奥さん (12月7日、マドンナ)

2019年
- 母の友人 (1月7日、マドンナ)
- 密着セックス ～帰省中の過ち、妻の妹との相互不倫～ (4月7日、マドンナ)
- 身動きできない僕をじっくりねっとり犯し続けるホームヘルパーのお姉さん (4月13日、アリスJAPAN)
- 団地妻レズ調教 媚肉の交姦（5月7日、アタッカーズ）
- 不倫相手に夢中で俺をイヤがる妻に何度も中出し【寝取りがえし】夫の特権を利用して妻が出かける直前に強襲FUCK、体舐めまくりセックス、危険日中出しetc. (5月13日、アリスJAPAN)
- 本番なしのマットヘルスに行って出てきたのは隣家の高慢な美人妻。弱みを握った僕は本番も中出しも強要!店外でも言いなりの性奴隷にした (5月13日、溜池ゴロー)
- 「好きです」工場勤務の地味めな女の子に告白されてOKしたら実はド淫乱で8発連続でヤられた話 (6月13日、アリスJAPAN)
- 人妻の妊娠危険日ばかりを狙う顔の見えないレ×プ魔 (7月13日、溜池ゴロ－)
- レイプ魔に襲われ間一髪で逃げ隠れたが、マ○コに塗られた媚薬が時間差で効きはじめて発情オナニーが止まらない!! (7月13日、アリスJAPAN)
- 丸ごと!川上奈々美 8時間 ～イキ様が淫ら過ぎるスレンダー美熟女 全12本番SPECIAL～ (7月25日、マドンナ) ※単体ベスト
- 私、実は夫の上司に犯され続けてます… (8月13日、溜池ゴロー)[38]
- 欲求不満な団地妻と孕ませオヤジの汗だく濃厚中出し不倫 (9月13日、溜池ゴロー)
- 相部屋になった生徒に朝まで犯され続けた女教師 (10月7日、アタッカーズ)
- 人違いフェラNTR 暗闇でフェラしたのは泊まりに来ていた夫の部下で… (10月13日、アリスJAPAN)
- 妻の犯したあやまち… (11月13日、溜池ゴロー)
- ノーブラで家をウロウロする従姉のお風呂を覗いてるのがバレて精子が枯れるまで説教射精させられた (11月13日、アリスJAPAN)
- ひたすら犯す。4時間 川上奈々美 vol.2 (11月13日、アリスJAPAN) ※単体ベスト
- 幼なじみだった川上奈々美と希島あいりが朝から晩まで中出ししまくりOKな俺の嫁 (12月13日、溜池ゴロー) [39]
- 僕が覗いてるのを知っててハメシロを見せつけてくる義理のお姉さん (12月13日、アリスJAPAN)

2020年
- 上司に乳首ハラスメントされ続け、早漏イクイク敏感体質に仕込まれた女子社員 (1月13日、アリスJAPAN)
- 兄の前では冷たいお義姉さんと実はセフレのツンデレ同居生活 (1月13日、溜池ゴロー)
- 5分ともたない早漏チ○ポを義姉が鍛えてくれた一週間 毎日ザーメン暴発しまくり特訓生活 (2月13日、アリスJAPAN)
- 強盗から僕を助けてくれた人妻が反撃にあって犯されてしまったのを見てクズ勃起 (2月13日、溜池ゴロー)
- 言葉づかいの丁寧なお屋敷住まいの奥さんに何度もザーメン搾り取られる (3月13日、アリスJAPAN)
- 知らなければよかった、夫の連れ子が巨根だったなんて…。 (3月13日、溜池ゴロー)
- 布団の中で声ガマンしてもネットリ抜き挿しする性交音は漏れてしまうバレ寸前不倫生活 (4月13日、アリスJAPAN)
- 未だに現役で母さんを抱きまくる僕の絶倫オヤジに嫁が欲情して危険日狙って中出し逆夜這い (4月13日、溜池ゴロー)
- 不倫セックスの一部始終を語りはじめた妻に鬱勃起が止まらなくなり…浮気なカラダを激しく責め立てながら妻に詫びを入れさせた話 (5月13日、アリスJAPAN)
- 常に上から目線の女上司に出張先でもマウントをとられ見下し騎乗位で何度も中出しさせられた。 (5月13日、溜池ゴロー)
- ザーメン20発溜めるまで出れない部屋に閉じ込められて…妻と性交を重ねても精子が足りず、一緒に閉じ込められてる絶倫オヤジに妻のカラダを貸し出す羽目になってしまった (6月13日、アリスJAPAN)
- 泥酔して帰宅した隣家の人妻さんがエアコンが壊れた僕の部屋に間違えて入ってきた。旦那と僕を間違え汗だく誤認中出し！ (6月13日、溜池ゴロー)
- 僕のアヘ顔見るのが大好きな連続種搾りお姉さん 変速ギアチェンジ手コキと射精寸前に追い込まれる3点責めフェラと僕の顔ジ～っと見つめながら腰クネするグラインド騎乗位と全尻重を打ち下ろす種搾りプレス (7月13日、アリスJAPAN)
- バイト先NTR 欲求不満な人妻の愚痴を聞いていたら毎日中出しSEXできた (7月13日、溜池ゴロー)
- 人生最高のSEXをくれたワンナイト痴女と5年ぶりに再会 (10月13日、アリスJAPAN)
- はじめて彼女ができたのに…隣に住む欲求不満な人妻さんに食べられ罪悪感勃起した (10月13日、溜池ゴロー)
- 息子と肉体関係をもって3年、このところ夫が私たちを疑っています。今さら関係を断とうとしても年頃の息子は言うことをきかず、夫の目を盗んでは私のカラダを求めてきます。私はどうしたらいいのでしょうか… (11月13日、アリスJAPAN)
- 「映像関係」というパート募集に応募して採用された会社はAVメーカー。ADとして働き始めたのにいつのまにか人妻女優としてAVデビュー (11月13日、溜池ゴロー)
- 悪徳整体師に開発され最初の1ピスでエビ反り痙攣イキする敏感体質に仕込まれた人妻 (12月13日、アリスJAPAN)
- 元ヤリマンの叔母がエロすぎて超ガリ勉の甥っ子が性欲モンスター化！絶対に逃げられない抜かずの孕ませ超絶倫ホールド (12月13日、溜池ゴロー)

2021年
- 「一か月禁欲できたら抱かれてもいいよ」女上司の冗談を真に受けた童貞部下がゴム尽きてもやめない猿並み十連性交 (1月13日、アリスJAPAN)
- 今日は孕むまでナカに出して… (1月13日、溜池ゴロー)
- 酔いつぶれた後輩をホテルに連れ込み夜通しおしゃぶりするのをやめられない地味OL川上さん (2月13日、アリスJAPAN)
- 隣家の人妻が開業した個人エステ店から漏れ響く男の悲鳴。 恐る恐る予約したボクに施術されたのは気絶寸前まで連続射精させられる神痴女フルコース！ (2月13日、溜池ゴロー)
- バイト先の人妻と不倫性交に燃え上がった日々 (3月13日、アリスJAPAN)
- 大嫌いなボクのチ×ポに跨り避妊具無し中出し 気高い人妻を媚薬キメセクNTR (3月13日、溜池ゴロー)
- たまには好き勝手に痴女りたいby川上奈々美「最近ドラマばっかりじゃないですか？たまには好き勝手に男の子を責めたいなぁ…」と言われたんで、みぃなな好みのM男を集めてヤリたい放題痴女ってもらいました！ (4月13日、アリスJAPAN)
- 賢者タイムになる暇がないほど追撃してくる連続搾精メンズエステ (4月13日、溜池ゴロー)

2022年
- 川上奈々美の凄テクを我慢できれば生★中出しSEX！（1月4日、ワンズファクトリー）[40]
- 新・世界一ザーメンを大量に発射する男のぶっかけSEX　(1月11日、Rookie)
- 続・彼女が3日間家族旅行で家を空けるというので、彼女の友達と3日間ハメまくった記録（仮） 川上奈々美（1月11日、アリスJAPAN）
- セックスに溺れてマゾに目覚めるまでの2年間の調教記録。 川上奈々美（2月1日、アタッカーズ）
- 行き遅れた三十路女に気のある素振り見せたらマジ惚れされて一発ハメて終わるつもりがカニばさみロックと杭打ちピストンで逃げられず何度も中出しさせられた 川上奈々美（2月8日、アリスJAPAN）
- 日帰り出張のはずが帰れなくなりまさかの相部屋。 欲求不満な女上司2人に『一晩だけ…』の痴女ハーレムで中出しさせられ続けたボク…。 竹内有紀 川上奈々美（2月15日、プレミアム）
- 美しき悪女レズビアン ～嫉妬に狂った舐め犯し監禁調教～ 川上奈々美 さつき芽衣（3月8日、ビビアン）
- ジム初心者で非力な僕をじっくりねっとり犯し続けるパーソナルトレーナーのお姉さん 川上奈々美（3月8日、アリスJAPAN）
- 資料室に閉じ込められ腰クネおしっこ我慢する女上司にムラムラ止まらず何度も何度も犯してしまった【絶頂お漏らしハメしょんまき散らし性交】 川上奈々美（4月12日、アリスJAPAN）
- 今…アナタ以外の男に抱かれてます…。 夫の為に他人棒を受け入れた愛妻の淫らな喘ぎ声 遠隔実況NTS 川上奈々美（4月19日、エムズビデオグループ）
- 夫婦で挑戦！川上奈々美の凄テクで夫が2回イカされたら妻が寝取られナマ中出しSEX！（4月19日、はじめ企画）
- もしも人気AV女優と人気AV男優が禁断恋愛をしたら朝も昼も晩も異常なほど淫らで激しい濃密中出しSEXをしている。 川上奈々美（4月26日、本中）
- 「イッてるってばぁ！」状態で何度も中出し！ 川上奈々美（5月3日、ワンズファクトリー）
- SNSに「1いいねにつき1ピスされます」と投稿したら大バズり激ピス無限イカされ天国 川上奈々美（5月10日、アリスJAPAN）
- 超絶ヤリマンの姉も痙攣するほどイカされまくり！性欲モンスターなんですボクの友達は… 川上奈々美（5月24日、ロイヤル）
- ATTACKERS 引退 女教師、お礼参り輪姦。 川上奈々美（6月7日、アタッカーズ）

## 出演

### テレビ番組
- ヴィーナス・フューチャー #103（2012年、エンタ!371）
- アリスたーず（-2012年9月、エンタ!959）
- あさだち♂テレビ!! #193 - #198（2012年4月 - 6月、エンタ!959）
- 裸美人 #5,#6（エンタ!959）
- ビ〜チ9（2012年7月 - 、テレ玉） - 水樹りさと共にマンスリーゲスト
- 志村&鶴瓶のあぶない交遊録（2013年・2014年・2015年・2016年1月2日、テレビ朝日） - 「英語禁止ボウリング」に出演
- あいのエチュード #38（2014年、エンタ!959）
- GO!GO!こじまな号 #12・13・17（2014年4月・5月・9月、エンタ!959）
- マスカットナイト（2015年10月8日 - 2017年3月30日 、テレビ東京）
- BAZOOKA!!! #174（2016年7月25日、BSスカパー!）
- マスカットナイト・フィーバー!!! (2017年4月6日 - 9月28日、テレビ東京)
- 恵比寿マスカッツ横丁! (2017年10月5日 - 12月28日、テレビ東京)
- はなみなと #3 - #4（2018年 、エンタ!959）
- もう!バカリズムさんの超H! #10（2019年12月25日、フジテレビONE）
- お願い！ランキングpresentsそだてれび「あれから10年経ちました」（2022年4月14日、テレビ朝日）[41]
- 他人のSEXで生きてる人々3（2020年1月1日 - 、ヌーヴェルパラダイス） - MC　※2022年9月分から2023年4月分までは産休のため未出演

### ラジオ番組
- 博多華丸・大吉のアリスた〜ず★最前線!（2011年4月 - 2012年9月、ラジオ大阪）

### 舞台
- "STRAYDOG"Produce公演
  - 悲しき天使（2013年11月28日 - 12月1日、SPACE107）
  - 母の桜が散った夜（2014年4月12日 - 13日、HEP HALL、4月16日 - 20日、シアターサンモール）
  - 閨房のアライグマ（2014年4月16日 - 20日、シアターサンモール）
  - 女の子ものがたり（2014年5月3日 - 6日、シアターグリーン、2014年5月17日 - 18日、ABCホール）
- RATATATTAT! Extra editionVol.1「R.I.P! 〜Rest In Piece〜」（2013年12月27日、なかのZERO）

### テレビドラマ
- TOKYO VICE 第4話・第7話（2022年4月 - 、HBO Max・WOWOW） - ユカ

### 映画
- メイクルーム（2015年、森川圭監督） - 主演・松子[42][43]
- 下衆の愛（2016年4月2日公開、内田英治監督）
- メイクルーム2（2016年9月24日、森川圭監督）[44]
- 身体を売ったらサヨウナラ（2017年7月1日、内田英治監督）- 咲希[45]
- 獣道（2017年11月、内田英治監督）[46]
- 女優 川上奈々美（2018年、佐近圭太郎監督）
- 義姉と女子大生（2019年 竹洞哲也監督）
- 青春のささくれ 不器用な舌使い（2018年4月、オーピー映画 竹洞哲也監督） - 富山千夏
  - つないだ手をはなして（2018年8月27日、オーピー映画）- 主演・富山千夏[47][48] ※青春のささくれの一般公開版
- 監禁惑星アメーバ（2018年12月22日、マメゾウピクチャーズ 越坂康史監督） - 主演・水月れい[49]
- ホロ酔いの情事 秘め事は神頼み（2019年4月19日、オーピー映画 竹洞哲也監督） - 主演・木内美和
  - 言えない気持ちに蓋をして（2019年8月23日、オーピー映画）※ホロ酔いの情事～の一般公開編集版[50]
- 東京の恋人（2019年12月、下社敦郎監督）- 満里奈[51][52]
- 発情物語 幼馴染はヤリ盛り（2019年12月27日、オーピー映画 竹洞哲也監督） - 木元雅美[53]
- 37セカンズ（2020年2月7日、エレファント・ハウス、HIKARI監督） - ポルノスター
- 悲しき天使（2020年、キングレコード）
- ゾッキ（2021年4月9日公開予定、愛知県では先行公開）[54]
- 唄え!裸舞ソング ふれてGコード（2021年5月7日→6月18日、オーピー映画 角屋拓海監督） - 望美
- 辻占恋慕（2022年5月21日） - 西園寺琴美[55][56]
- あいたくて あいたくて あいたくて（2022年8月13日、ムービー・アクト・プロジェクト）[57]
- 不倫ウイルス（2022年10月28日、無限の猿定理、Cinemago）[58] - 朝倉凛子
- 新橋探偵物語2 ダブルリボルバーラヴ（2022年12月3日、オーピー映画、横山翔一監督） - 星美緒奈[59]
- 餓鬼が笑う（平波亘監督、2022年）如意輪役
- レンタル×ファミリー（2023年6月7日、阪本武仁監督） - 河合朋子[60] [61]
- 道で拾った女（2023年10月21日、いまおかしんじ監督）[62]
- 裸を脱いだ私（仮タイトル）（2023年公開予定、企画：川上なな実、ドキュメンタリー[63]） - 主演

### オリジナルビデオ
- 団地妻は、わけあってヤリました。（2019年4月19日、リバプール）‐ 主演・有紀子（トリプル主演）
- 日本極道戦争11・12（2021年） - クラブ歌手 花咲麗香
- 列島制覇-非道のうさぎ (2021)宇佐木が持ち帰った飲み屋の女

### ウェブテレビ
- 悩殺!範田紗々×川上奈々美×清水清太郎♥真夜中のクリスマスイヴ（2012年12月24日 ニコニコ生放送）
- トイズハートプレゼンツ「ハートの部屋」（2018年3月14日、ニコニコ生放送）＊第２７回ゲスト[64][65]
- トイズハートプレゼンツ「ハートの部屋」（2019年4月12日、ニコニコ生放送）＊第55回ゲスト[66][67]
- 全裸監督3話・4話（2019年8月全話配信、Netflix） - 南みく

### CM
- 海洋散骨サービス「おもいやり散骨」（2021年、株式会社クレディア、監督：OZAWA）小沢仁志と共演
  - 海洋散骨サービス「おもいやり散骨」終活篇
  - 海洋散骨サービス「おもいやり散骨」海洋散骨篇
  - 海洋散骨サービス「おもいやり散骨」仏壇処分篇

### イベント
- セクシー女優 春期講習会 〜目指せセンター試験 天下分け目の東京大決戦〜（2019年3月23日、新宿ルイードK4）[68]

### ゲーム
- 新宿スカウトバトル（2019年12月2日、DMM GAMES）- カメラコマンドー・川上奈々美[69]

## 執筆

### コラム
- 進め！ エロティック艦隊・川上奈々美編（2018年10月22日[70] - 2019年4月15日[71]、東スポ裏通り）※紗倉まな、川上奈々美、小島みなみによる週替わり人生相談連載
- 君たちはどうイクのか・川上奈々美編（2019年5月15日[72] - 9月18日、東スポ裏通り）※川上奈々美、小島みなみ、紗倉まなによる週替わり連載
- 黄金のカルテット 川上奈々美編（2019年10月9日 - 2020年4月1日、東スポ裏通り）※紗倉まな、川上奈々美、小島みなみ、小倉由菜による週替わり連載。2019年10月16日から2020年3月11日まで担当。
- 日刊スポーツ連載（2021年4月6日[73] - 4月8日、日刊スポーツ）
- 川上パイセンカウントダウン対談カウントX（2021年6月12日[74] - 、デラべっぴんR）
- 川上なな実のYellTalk（2022年4月1日 - 、日々URALA）

## 書籍

### 写真集
- ななみらくる（2012年9月12日、双葉社、撮影：清水清太郎）ISBN 978-4575304541
- となりの川上さん（2017年11月30日、玄光社、撮影：笠井爾示）ISBN 978-4768309124
- すべて光（2022年1月12日、エパブリック、撮影：熊谷直子）ISBN 978-4991158148

### 小説
- 決めたのは全部、私だった（2022年1月22日、エパブリック）ISBN 978-4991158155